# اگنوسیان نیومبلا
اگنوسیان نیومبلا (فرانسوی: Gnonsiane Niombla‎؛ زادهٔ ۹ ژوئیهٔ ۱۹۹۰) بازیکن هندبال اهل فرانسه است.